# Pentadecagono

Pentadecagono regolare

In geometria, un pentadecagono è un qualsiasi poligono con 15 lati ed altrettanti vertici ed angoli; il pentadecagono regolare è caratterizzato da angoli e lati tutti congruenti tra loro.

## Proprietà geometriche
Il numero delle diagonali {\displaystyle D} di un pentadecagono è il risultato della seguente formula, dove {\displaystyle l} è il numero dei suoi lati:
{\displaystyle D={\frac {l(l-3)}{2}}={\frac {15(15-3)}{2}}=90}
mentre la somma dei suoi angoli interni, essendo pari a tanti angoli piatti quanti sono i suoi lati meno due, vale:
{\displaystyle 180^{\circ }\times (l-2)=(15-2)\times 180^{\circ }=2340^{\circ }.}

### Pentadecagono regolare
Ciascun angolo interno, per quanto detto precedentemente, vale:
{\displaystyle {\frac {2340^{\circ }}{15}}\ =156^{\circ };}
invece l'area {\displaystyle A} di un pentadecagono regolare di lato {\displaystyle a} è ricavabile dalla seguente formula:
{\displaystyle A={\frac {15}{4}}a^{2}\cot {\frac {\pi }{15}}\simeq 17,6424a^{2}.}

### Costruzione
Un pentadecagono regolare può essere costruito con riga e compasso. Qui sotto ne è mostrata un'animazione: